# Obrium invenustum
Obrium invenustum är en skalbaggsart som beskrevs av Holzschuh 2008. Obrium invenustum ingår i släktet Obrium och familjen långhorningar.
Artens utbredningsområde är Laos. Inga underarter finns listade i Catalogue of Life.